# Pietro de Marchis
Pietro de Marchis OP (* 1575 auf Chios in der Ägäis; † 13. Juli 1648 ebenda) war ein chiotischer römisch-katholischer Bischof.

## Leben
Pietro Martire de Marchis (abweichende Schreibung: de Marchi) wurde in der ersten Jahreshälfte 1575 als Sohn des Stefano de Marchis und seiner Gattin Bianca in der Stadt Chios geboren. Er trat in den Predigerorden ein (wahrscheinlich in der Provinz Utriusque Lombardiae) und wurde Priester. Auf Vorschlag des Kardinals Pietro Aldobrandini wurde er am 18. April 1611 zum Bischof von Santorin (Thera) ernannt und am 2. Juni von Kardinal Aldobrandini in der Dominikanerkirche Santa Maria sopra Minerva in Rom geweiht.
Das Bistum Santorini war winzig – 1604 hatte es auf Santorin nur 300 erwachsene Katholiken gegeben – erfuhr unter De Marchis Leitung aber einen Aufschwung. Er errichtete fünf Pfarreien mit Residenzpflicht der Pfarrer sowie sechs Kanonikate. Die Zahl der Kleriker stieg von etwa 2 auf 12, die der Gläubigen auf 700. Im Konsistorium vom 19. Februar 1625 wurde Bischof De Marchis daher aufgrund eines Dekrets der Propaganda-Kongregation vom 7. Dezember 1624 zum Erzbischof von Smyrna (Izmir) befördert und mit einer Jahresrente von 100 römischen Scudi versorgt. Erst jetzt wurde ein Informativprozess durchgeführt. Die Übergabe des Palliums an den neuen Erzbischof, den einzigen der lateinischen Kirche in Kleinasien, erfolgte bereits im Konsistorium vom 3. März 1625.
In Smyrna erwies sich De Marchis jedoch weniger geeignet als sein Wirken auf Santorin und die hervorragenden Leumundszeugnisse im Informativprozess versprochen hatten. Er stieß aber auch auf äußere Schwierigkeiten. Die in Smyrna ansässigen venezianischen Kaufleute wollten ihm ihre Kapelle nicht zur Verfügung stellen und ihn überhaupt von der Stadt fernhalten, ebenso wie die osmanischen Behörden, die ihn 1627 in Konstantinopel einkerkern ließen.
De Marchis selbst bemühte sich aber auch nicht sonderlich, seiner Residenzpflicht in Smyrna nachzukommen. Das ganze Jahr 1638 verbrachte er in Italien, sodass die Propaganda seinen Rücktritt oder die Annahme eines Koadjutors verlangte, wogegen sich De Marchis vehement wehrte. Selbst wäre de Marchis gerne Koadjutor des greisen Bischofs Marco Giustiniani Massone von Chios geworden, um auf seiner Heimatinsel leben zu können.
Anfang 1639 wieder nach Smyrna gereist, stieß er dort erneut auf den Widerstand der venezianischen Kaufleute, die ihn an der Ausübung seiner Pflichten hinderten. Erneut erwog die Propaganda-Kongregation, einen Apostolischen Vikar oder Koadjutor für Smyrna zu ernennen, was sie aber erst am 14. November 1644 in der Person von Giacinto Subbiani auch tat. 1647 zog sich De Marchis – ohne abzudanken – ganz nach Chios zurück, wo er ebenfalls nicht wohlgelitten war. Man warf ihm Konkubinat vor, weil er öffentlich mit einer türkischen Frau zusammenlebte, die er als seine Nichte bezeichnete. Bischof Andrea Soffiano bat daher die Propagandakongregation, De Marchis von der Insel zu entfernen, weil er fürchtete, die Türken würden ihn lebendig verbrennen.
Der im Ruhestand lebende Erzbischof galt als reich (er hatte sich auf Chios ein Haus gebaut) und habgierig; sein Vermögen betrug 5000 Scudi. Trotzdem richtete er immer wieder
Geldforderungen an Propaganda, angeblich um mittellose Verwandte zu unterhalten. Er starb am 13. Juli 1648.